# Flatiron Building
The Flatiron Building (på dansk Strygejernsbygningen) er en skyskraber på Manhattan i New York City, New York, USA. Bygningen ligger i krydset mellem Broadway og Fifth Avenue.
The Flatiron Building stod færdig i 1902 og fik oprindeligt navnet Fuller Building. På grund af sin særprægede form og arkitektur blev skyskraberen dog hurtigt i folkemunde kaldt The Flatiron (Strygejernet).